# Drumul Taberei

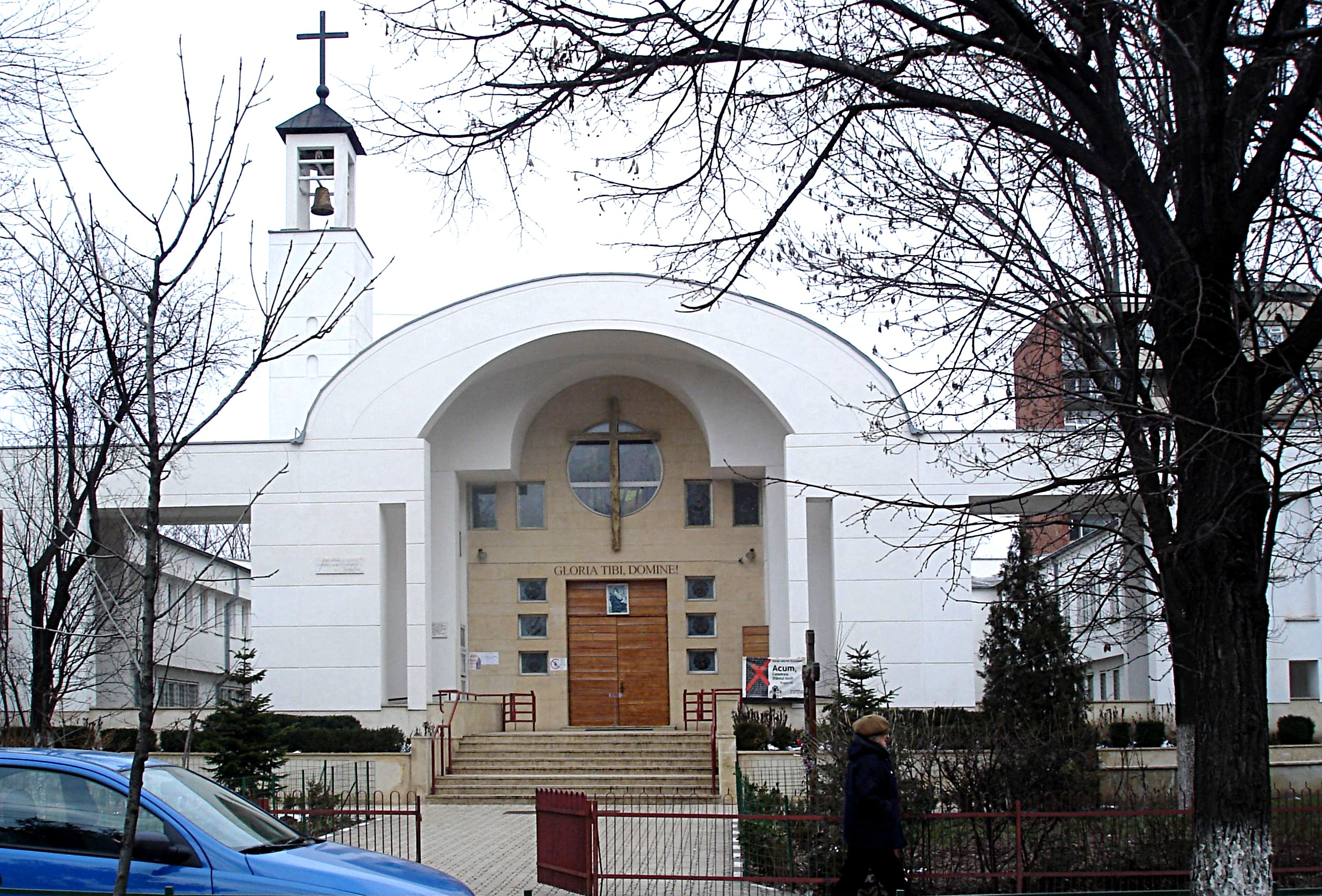
Biserica Adormirea Maicii Domnului.

Drumul Taberei es uno de los barrios del Sector 6 de Bucarest, localizado al sureste de la capital de Rumanía. Es uno de los barrios con más habitantes y más densidad de la capital. El origen del nombre del barrio está en el Bulevar del mismo nombre, que comunica el barrio con el resto de Bucarest y se sitúa alrededor del parque que tiene el mismo nombre. El barrio Drumul Taberei se localiza en la parte posterior (al este) del Palatul Parlamentului (Palacio del Parlamento), antigua Casa Poporului (Casa del Pueblo).
- Wikimedia Commons alberga una categoría multimedia sobre Drumul Taberei.

- Datos: Q2065207
- Multimedia: Drumul Taberei, Bucharest / Q2065207